# 保大里
保大里，是台灣南部自明鄭時期至清治時期的一個行政區劃，其範圍約為今台南市的歸仁區北部、新化區南端及關廟區西北部。
保大里為1664年（南明永曆十八年）明鄭時期始設的四坊二十四里之一，其西邊為長興里、北邊為廣儲里，東邊為新豐里，南邊為歸仁里。
保大里後來分拆為保大西里與保大東里，後來改成保西里、保東里。